# 宮崎市立倉岡小学校
宮崎市立倉岡小学校（みやざきしりつ くらおかしょうがっこう）は、宮崎県宮崎市大字糸原にある公立の小学校。

## 概要
歴史
1873年（明治6年）に「倉岡小学校」として創立。現校名となったのは1951年（昭和26年）。2023年（令和5年）に創立150周年を迎えた。
校章
藤の花を背景にして中央に校名の略称である「倉小」の文字（縦書き）を配している。
校歌
作詞は長嶺宏、作曲は海老原直による。歌詞は3番まであり、歌詞中に校名は登場しない。
学校の木
シロバナフジ。
通学区域
宮崎市のうち、「大字糸原・大字金崎・大字吉野・大字堤内」。
中学校区は宮崎市立宮崎北中学校。

## 沿革
前史
- 1865年（慶応元年）- 「明道館」が設立される。
- 1870年（明治3年）- 明道館が廃止され、「倉岡郷校」が設立される。

正史
- 1873年（明治6年）11月3日 - 宮崎県管下第五大学区第二十五中学区十七番小学として「倉岡小学校」が創立。
- 1887年（明治20年）3月 - 小学校令施行により、尋常科（4年制）を設置の上、「尋常倉岡小学校」に改称。
- 1889年（明治22年）
  - 5月1日 - 町村制の施行により、東諸県郡1町（柳瀬）3村（糸原・有田・吉野）および宮崎郡2村（堤内・金崎）が合併の上、東諸県郡「倉岡村」が発足。
  - 5月2日 - 木造新校舎（5教室）が完成。
- 1891年（明治24年）4月 - 初代訓導兼校長が任命される。
- 1892年（明治25年）4月 - 「倉岡尋常小学校」と改称。
- 1893年（明治26年）11月8日 - 高等科（2年制）を併置の上、「倉岡尋常高等小学校」（尋常科4年・高等科2年）に改称。
- 1895年（明治28年）3月 - 高等科の修業年限を4年制とする。高等科3年および4年を新設。
- 1896年（明治29年）6月 - 高等科が「倉岡高等小学校」として分離したため、「倉岡尋常小学校」となる。
- 1901年（明治34年）5月 - 金崎尋常小学校を統合の上、金崎分教場とする。
- 1908年（明治41年）4月 - 改正小学校令により、尋常科の修業年限（義務教育年限）が4年制から6年制に延長される。これにより、尋常科5年を新設。
- 1909年（明治42年）
  - 4月 - 尋常科6年を新設。倉岡高等小学校が廃止されたため、高等科（2年制）を併置し、「倉岡尋常高等小学校」（尋常科6年・高等科2年）に改称。
  - 11月 - 現在地に移転を完了。
- 1941年（昭和16年）4月1日 - 国民学校令施行により、「倉岡村倉岡国民学校」と改称。尋常科を初等科に改める。
- 1947年（昭和22年）- 学制改革が行われる（六・三制の実施）。
  - 4月1日 - 国民学校初等科は、新制小学校「倉岡村立倉岡小学校」に改組・改称。
  - 5月8日 - 国民学校高等科は、青年学校普通科とともに、新制中学校「倉岡村立倉岡中学校」に改組・改称。
- 1951年（昭和26年）3月25日 - 宮崎市への編入により、「宮崎市立倉岡小学校」（現校名）と改称。
- 1957年（昭和27年）4月1日 - 倉岡中学校と瓜生野中学校が統合の上、宮崎市立宮崎北中学校が新設される。
- 1956年（昭和31年）- 校旗を制定。
- 1964年（昭和39年）- 給食を開始。
- 1968年（昭和43年）- 明道館創設100年記念式を挙行。
- 1972年（昭和47年）8月 - プールが完成。
- 1989年（平成元年）- PTA学校売店が設置される。
- 1990年（平成2年） - 学校の木として「シロバナフジ」を制定。
- 1998年（平成10年）- シロバナフジが宮崎市の天然記念物に指定される。
- 2000年（平成12年）- 校舎の大規模改造工事が完了。

## 交通アクセス
最寄りの鉄道駅
- JR九州 日豊本線 「蓮ケ池駅」

最寄りの幹線道路
- 宮崎県道17号南俣宮崎線
- 宮崎県道352号野首麓線

## 周辺
- 宮崎市立倉岡幼稚園
- 宮崎北警察署倉岡警察官駐在所
- 宮崎倉岡郵便局
- 本庄川
- 大淀川
- 宮崎市立宮崎北中学校
- 西部地区農村環境改善センター
- 宮崎市北地域センター

## 参考資料
- 「宮崎市史」（1959年（昭和34年）3月31日, 宮崎市役所）p.672～p.673（倉岡小学校）
- 「宮崎市史 続編（上）」（1978年（昭和53年）3月, 宮崎市）p.728～p.729（倉岡小学校）